# Es Colcador de sa Nuvia
Es Colcador de sa Nuvia són unes cases i indret de Santa Maria del Camí situades a la carretera Palma-Inca, abans d'entrar en el nucli urbà. Les cases es troben just al costat de la carretera i en el límit amb el terme de Marratxí, al davant els queda Es Serral i al darrere Son Ganxo i Ca n'Andria.
La façana principal de la casa té dues parts clarament diferenciades, en què la part de la dreta ve precedida per un pati tancat per un petit mur, al qual s'accedeix a través d'un portell amb una petita porta de ferro forjat. La planta baixa consta d'un portal allindanat emmarcat per peces de pedra viva i una finestra. El primer pis consta d'una finestra amb l'ampit motllurat i l'emmarcament de marès.
Una peça de pedra viva adjunta a la façana és es Colcador de sa Nuvia, piló suposadament utilitzat per enqualcar-se als carruatges i, segons la tradició, el lloc on les nuvies d'es Serral pujaven al carro que els havia de dur a les noces. En aquesta casa va néixer Josep Far i Torrens, vicari d'Artà que morí en el contagi de 1820..